# Alexandre Percin
Alexandre Percin (født 4. juli 1846, død 12. oktober 1928) var en fransk general og militærforfatter.
Percin blev løjtnant i artilleriet 1867 og deltog som kaptajn i krigen 1870—71. Percin, der 1903 blev divisionsgeneral, har gjort sig meget kendt som reformator af feltartilleriets taktik, var navnlig forkæmper for intimt samarbejde mellem fodfolk og artilleri. Skønt han havde mange modstandere, kan man dog sige, at hans principper fulgtes ved 1. Verdenskrigs begyndelse. Under denne havde Percin ikke nogen fremtrædende kommando; han overgik til reserven 1915.